# 東京産学交流会・サザンクロス
東京産学交流会（とうきょうさんがくこうりゅうかい）は、1993年に設立された産学交流団体。

## 概要
芝浦工業大学の指導・協力により、東京城南地域を活動地域に発足した”SIT産学交流会”がベースになっている。その後武蔵工業大学（現在の東京都市大学）、東京都立産業技術高等専門学校を新たに加え、会の名称を”東京産学交流会・サザンクロス”に変更し、活動地域を首都圏全域に拡大した。現在は「第二の創業」を合言葉に新技術・新分野開拓に挑戦する産学交流組織（任意団体）として、活動を強化・拡大している。事務局運営には日刊工業新聞社が協力している。

## 参加団体

### 大学・高専
- 芝浦工業大学
- 東京都市大学（旧武蔵工業大学）
- 東京都立産業技術高等専門学校

### 参加企業
- 愛知産業
- エイトテクノロジーアンドトレーディング
- 大崎電気工業
- 光陽産業
- 幸大ハイテック
- ジオマテック
- 醍醐建設
- 田邊ガステクノ
- タンケンシールセーコウ
- THK
- 東京ダイヤモンド工具製作所
- 東京メタリコン
- トモエ電機工業
- 南武
- ヒロセ電機
- 堀口エンジニアリング
- マテリアル
- ヤマシンフィルタ
- オリエンタル工芸
- 睦加工

### 事務局運営
- 日刊工業新聞社